# CEEPUS
A CEEPUS (az angol Central European Exchange Program for University Studies rövidítése) közép-európai mobilitási program, amelyet 6 közép-európai állam hozott létre 1993. december 8-án.

## Célja
A program célja, hogy közép- és kelet-európai országok felsőoktatási intézményei között megkönnyítse az oktatói és hallgatói cserét, nyelvi szakmai kurzusokon, valamint nyári egyetemeken való részvételt. A program lehetőséget nyújt hallgatói számára szakmai kirándulások lebonyolítására és közös diplomaprogramok kialakítására is.
A csereprogram célja, hogy közép- és kelet-európai országokban a felsőoktatás területén együttműködő partner intézmények között lehetővé tegye oktatói és hallgatói mobilitást, nyelvi- és szakmai kurzusok, nyári egyetemek, valamint hallgatói kirándulások szervezését, támogassa hosszú távú szakmai együttműködések kialakulását a térségben, ezzel elősegítve Közép-Európa stratégiai szerepének erősödését.

## Szervezete
A program megvalósítását nemzetközi szinten a Központi Ceepus Iroda (Central Ceepus Office, CCO) koordinálja, amely Bécsben működik. A CCO feladata a nemzeti irodák tevékenységének összehangolása, a közös határidők kitűzése, a pályáztatás informatikai hátterének a biztosítása, valamint az éves miniszteri találkozók megszervezése. Felelős még a program szakaszonkénti értékeléséért is.
- A Központi Ceepus Iroda honlapja: http://www.ceepus.info/

A Nemzeti Ceepus irodák felelősek a program nemzeti szintű megvalósításáért. A NCI-k általában az adott ország oktatási minisztériumában, vagy annak egy háttérintézményében működnek. Feladatuk az adott ország felsőoktatási intézményeitől, illetve oktatóitól, hallgatóitól beérkező pályázatik kezelése, az ösztöndíj-keretek odaítélése a pályázaton sikeres intézmények számára.
- A Nemzeti CEEPUS Irodák listája és címei elérhető a CCO honlapjának nyitóoldaláról. Magyarországon a Tempus Közalapítvány koordinálja a Ceepus program megvalósítását.

## A programban részt vevő országok
- Albánia
- Ausztria
- Bosznia-Hercegovina
- Bulgária
- Cseh Köztársaság
- Észak-Macedónia
- Horvátország
- Koszovó *
- Lengyelország
- Magyarország
- Montenegró
- Románia
- Szerbia
- Szlovákia
- Szlovénia

* Vitatott függetlenség